# Turbilhão (romance)
Turbilhão é um romance, "admirável painel das classes pobres cariocas" do escritor brasileiro Coelho Neto. Foi publicado em 1906 e segundo Rodrigo Gurgel "é um dos vários romances que poderiam ser escolhidos para apresentar os méritos de Coelho Neto. A fim de melhor aproveitá-los, o leitor deve estar aberto ao vocabulário cujas acepções nem sempre são corriqueiras, e exatamente por isso acrescentam rigor e força à narrativa."

## Sumário
Depois que a moça Violante ("sempre a pensar em enfeites, fazendo e desfazendo penteados ao espelho, polindo as unhas, passava os dias na cadeira de balanço, a ler romances e, à tarde, encharcada de essências, com muito pó-de-arroz, debruçava-se à janela, para ver os trens e receber bilhetinhos que os rapazes metiam por entre as rexas da persiana") foge de casa, a vida da família se desestrutura: o irmão Paulo Jove perde o emprego no jornal Equador (porque faltou ao trabalho para ir em busca da irmã), abandona o curso de Medicina (temendo os comentários mordazes dos colegas), pede ao mulato Mamede, ex-policial, valente capoeira, que "conhece toda a cidade, é íntimo dessa gente da polícia" que ajude a localizar a fugitiva, vicia-se no jogo de roleta, sob a ilusão de enriquecer facilmente e se envolve com a Ritinha, companheira de Mamede ("Muito nova, teria dezoito anos, pele fina, cetínea, olhos negros, faceiros e pestanudos, cabelo liso, abundante, roliça e lânguida. Os seios rijos espetavam o corpinho de cassa, e, pelas mangas frouxas, viam-se-lhe os braços morenos, torneados e nos punhos finas pulseiras de prata com berloques tinindo.").
A família muda-se para o Cais da Glória a fim de evitar as maledicências dos vizinhos. A criada Felícia convence a patroa, Dona Júlia, a irem ao centro espírita para pedirem ajuda das almas. "O romance é construído de maneira a nos surpreender sempre. Ultrapassada a primeira metade, quando imaginamos que todas as cartas foram distribuídas, Coelho Neto oferece novos elementos para compor a personalidade de Paulo: a compulsão em fazer cálculos, distribuindo o que sonha ganhar no jogo em listas de compras mirabolantes — e sua atração sexual pela irmã."

## Comentário
Coelho Neto é um escritor extremamente impressionista (no sentido de que explora as impressões sensoriais, notadamente visuais e auditivas), e com isso nos conduz por verdadeiras incursões por ambientes do Rio de Janeiro do início do século XX: o centro espírita, o antro de jogatina de roleta, o entorno da estação Central, o teatro Recreio frequentado por cocotes. Paradoxalmente, um autor tão "moderno" a ponto de mostrar sem retoques o submundo da prostituição de luxo, a loucura da vida boêmia, a exploração da crendice popular nos "centros espíritas", um pioneiro da crônica de futebol, que teve um filho futebolista, foi escorraçado pelos modernistas (como Simonal viria a ser escorraçado pelos esquerdistas) por não ser suficientemente "moderno".